# 水軍
水軍（すいぐん）は、東アジアの漢字文化圏における伝統的な水上兵力の呼称である。西洋・近代の軍事における海軍に相当するが、東洋の水軍においては河川や湖沼における水上兵力の比重も大きい。水師、船師、舟師ともいう。集団化・組織化すると、海賊衆、警固衆（けごしゅう）、船手組（ふなてぐみ）、船党などの呼称もある。

## 呼称
「水軍」の呼称は江戸時代以降に用いられるようになった表記であり、それ以前の古文書では「海賊」と呼ばれていた。海賊という名称には海の盗賊としてのネガティブなイメージが強いが、陸で武力を持った武士たちが政権（武家政権）の成立に至ったのに対し、海の武士団である海賊衆は権力を持たないままだったため、海賊の名称は無法者の意味がそのまま定着したとも言われる。
そのため、海賊は権力に組みこまれることを好まない独自性の強い立場であったが、戦国時代になって台頭した戦国大名に対して水軍力（海の治安維持や武力）を提供できるほど組織化された海賊衆が「水軍」と呼ばれる。なお、歴史学者の宇田川武久は戦国大名に属する水軍について「大名の直轄地から活動源となる土地を与えられた軍事集団」と定義している。また、遣明船を海賊の被害から守るため室町幕府が別の海賊衆に警固の役を課したことに由来して、戦国大名の水軍力としてその家臣にまで組み込まれた海賊衆を「警固衆」とすることが多い。
また、「船手組」（船手衆、船手方）は江戸幕府の職制としての水軍を指し、同時代の諸藩の水軍も同様に呼ばれていた。

## 日本の水軍
島国日本では隣国の朝鮮と同様に、古代から沿海部に居住する海民が水上兵力として活躍した。古代ヤマト政権の時代には、日本の水軍を支えたのは安曇部（あずみべ）や海人部（あまべ）、津守氏といった海の氏族たちであった。古代の日本においては国家の背骨は大阪湾、瀬戸内海にあり、紀ノ川流域の紀氏のように瀬戸内海に対する天然の良港を持ち、後背に木材産地を確保した大豪族も独自の水軍をもって活躍した。

### 中世の水軍
平安時代に入ると、水上輸送する官物を強奪する「海賊」の存在が歴史に現れる。貞観年間には瀬戸内海の海賊鎮圧の命令が出されている。彼らは当初は海賊行為を主体とした小規模な集団に過ぎなかったが、平安後期に入ると、各地で在地の有力者が力を持ちはじめた。陸上の荘園では開発領主が武芸をもって世業とするようになり、武士階層の成立が進んでいく。一方、海上でも同じように海上の武力をもって世業とする海の武士たちが登場するようになった。
桜井英治や網野善彦は、中世の海賊は管轄地に鎮座する神に仕える神人を自称しており、神域を通行する船から初穂料や上分を徴収をすることを名目としたことから、山伏や悪党などと同様の性格を持った武力集団だったとしている。奉献という名目がある以上いきなり襲うことはなく、まず交渉を行い、決裂した場合には武力に及んだ。商船側も海賊の関を通過する時には礼帆と呼ばれる帆を少し下げる作法をとるなど、中世の海賊行為は「警固衆（警護衆）」と呼ばれ、一定の社会的な理解のもとに行われた。

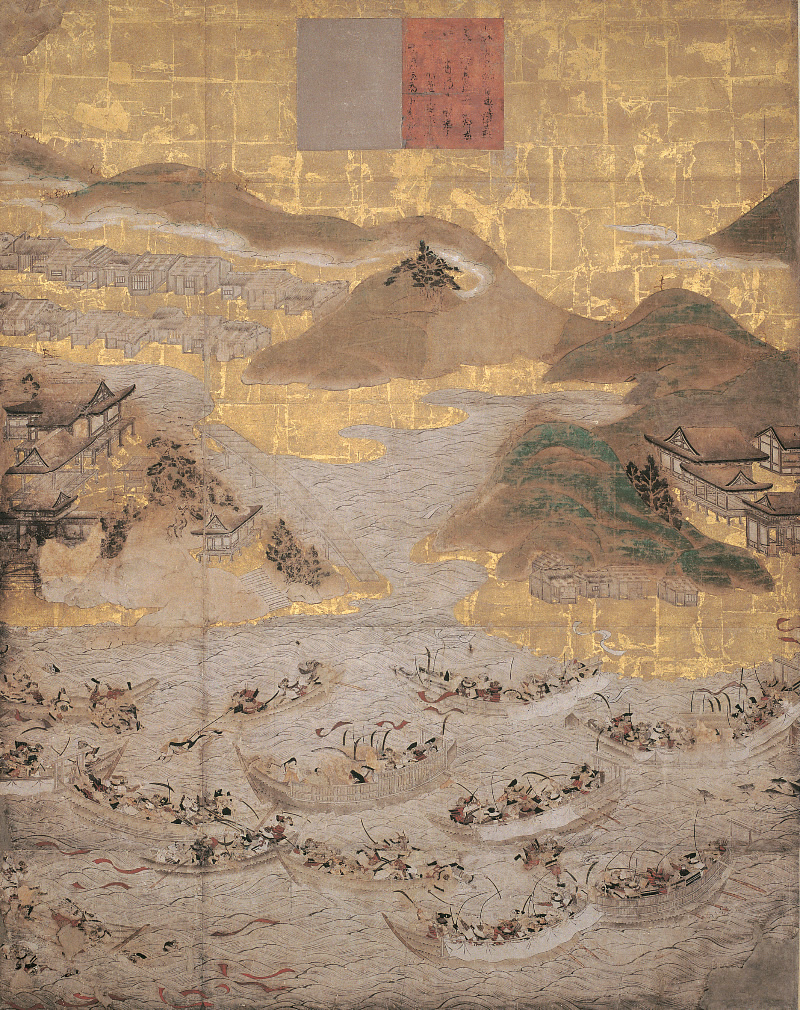
壇ノ浦の戦い

瀬戸内方面に於いては、摂津国渡辺津（現・大阪市中央区）を本拠地とし、瀬戸内海の水軍系氏族の棟梁だった渡辺党、その一族で13世紀の元寇に奮戦したことで知られる九州の松浦党、10世紀の藤原純友追討に伊予の水軍を率いて活躍した橘遠保や、保元の乱後から戦国時代まで東は塩飽諸島から西は防州上関まで瀬戸内を勢力圏とした村上氏（村上水軍）はその代表的なものであった。
紀州方面に於いては別当氏に代表される熊野水軍が代表格であり、治承・寿永の乱に於いては湛増などが壇ノ浦などで活躍している。これらは後に、九鬼水軍へと引き継がれていく。
また、安芸の小早川氏、伊予の越智氏や河野氏、三浦半島の三浦氏、関東御免船として活動した津軽の安東氏 などは、陸の武士であると同時に支配下の沿海土豪からなる水軍を擁した海賊衆でもあった。
中世の海辺の小土豪が結合して軍事力をもつようになった海上勢力を海賊衆といい、九州や瀬戸内海、紀伊半島、伊勢湾、江戸湾など日本各地で見られた。海賊衆は陸の悪党と同様に徒党を組んでの略奪行為を行った他、海上関を設けて帆別銭などの通行料の徴収や金銭を代償に取った船舶航行の警護を行い、幕府などの公権力の統制を無視して海上で独立した軍事力として活動した。
彼ら海賊衆は14世紀には活動を活発化させ、南北朝の動乱には南北それぞれの側に分かれて戦った。その後、室町時代になると陸の権力が海にも次第に及ぶようになり、守護大名は周辺の海賊衆を、領内の田畑を警固料の名目で所領として給する代償に警固衆に編成、海上軍事力に利用した。
続く戦国時代においては、軍事力・兵站輸送力の観点より戦国大名の側から積極的に水軍の編成に対する働きかけを行い、警固衆を陸上の土豪や国人と同じように家臣団に組み入れていった。また、農村に対する動員とともに漁村に対する水軍への動員も行われた。後北条氏では、相模田浦や武蔵本牧の漁民に対して、葛船と呼ばれる大型漁船での操業を許可すると言う漁業上の特権を与える代わりに有事に際して水軍としての動員が行われた。彼らは平時には漁業に従事していたが、その際にも彼らは後北条氏の必要に応じて水産物を上納する義務を負うなど、平時の漁業と有事の水軍は表裏一体の関係にあった。当時、大量の海産物を新鮮な状態で調達することは困難であり、後北条氏は家臣団や他国からの使者・客人に対して上納された水産物を用いて饗応したり、その加工品を外交上の贈呈品とすることによって自らの政治力を誇示することに努めたのである。
このようにして、中世末期から近世の初頭にかけて日本の海上勢力は自立した海賊衆から大名の統制に服して公権力の海上における軍事力である水軍に転化させられてゆく。

### 近世の水軍

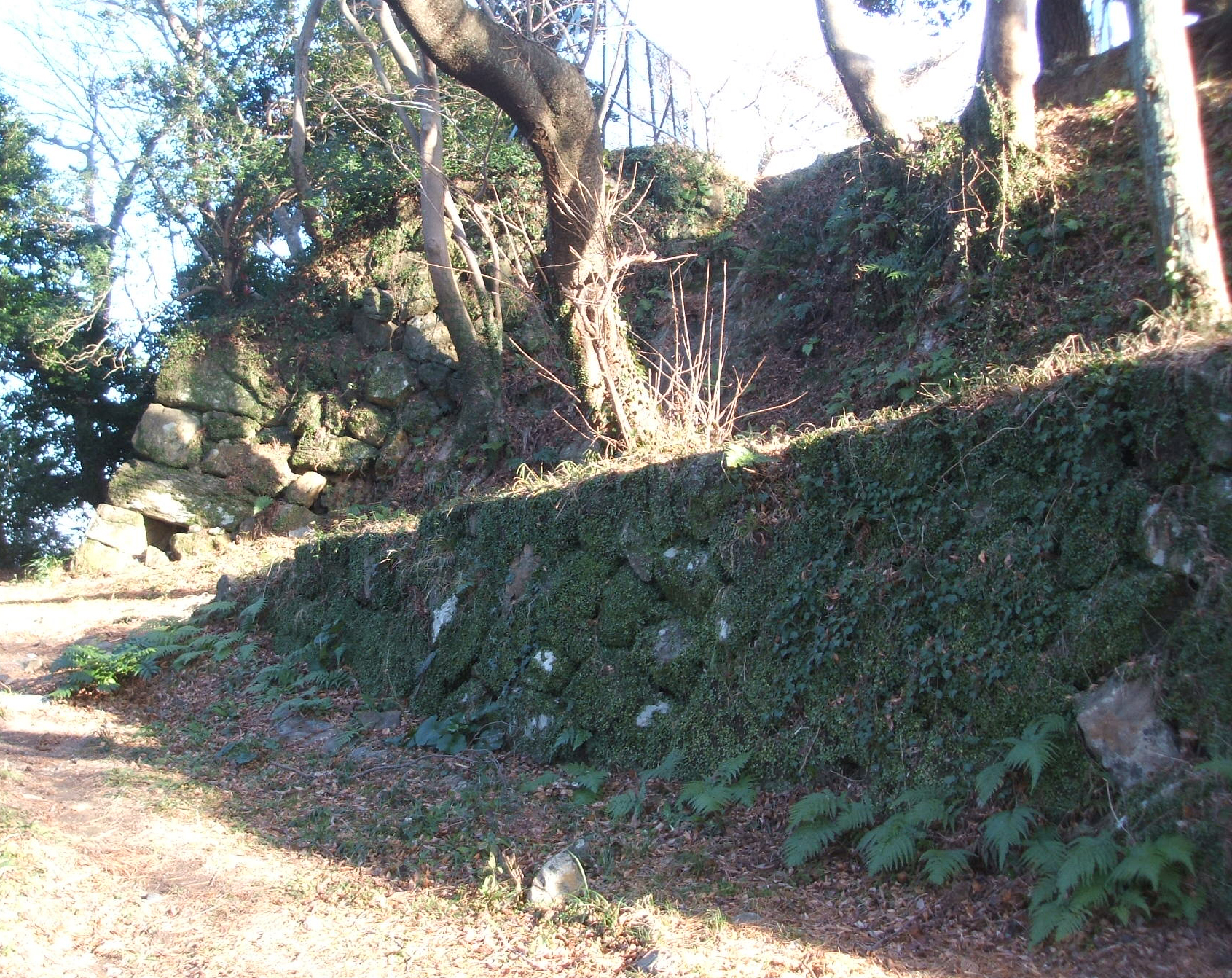
九鬼水軍の本拠地があった鳥羽城

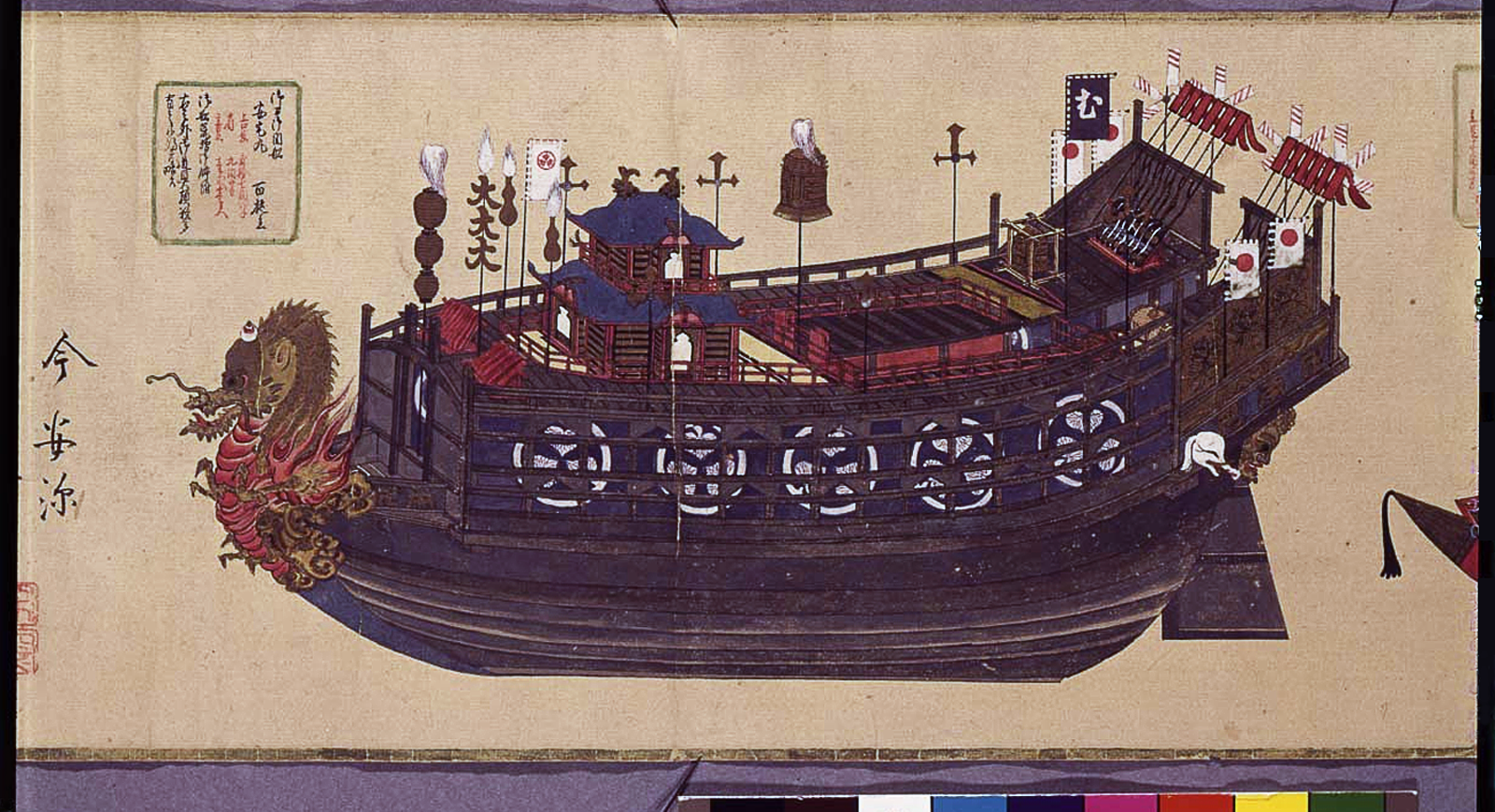
安宅船

織田信長は勢力拡大の過程で志摩の守護九鬼氏出身の九鬼嘉隆を臣属させ、九鬼氏が率いる九鬼水軍を主体とした水軍を編成した。嘉隆率いる織田氏の水軍は長島一向一揆の征伐や石山合戦に参加して活躍し、信長の死後には豊臣秀吉に引き継がれる事となる。秀吉はさらに淡路や四国を領有するとその沿海部の領主として子飼いの仙石秀久、小西行長、加藤嘉明、脇坂安治らの武将を送り込み、それぞれに水軍を編成させて九州征伐や小田原征伐に参戦させた。
戦国時代後期から江戸時代初期の大名が編成した水軍においては、安宅船と呼ばれる数十人から数百人が乗り組む巨船が配備され、巨船同士の大規模な海戦も行われるようになる。安宅船などの日本の水軍の軍船は竜骨を持たない和船の一種であるが、楯板で厳重な防備が施され、大鉄砲や大砲など強力な武装が取り付けられるようになった。その代表的なものは織田信長が命じ、九鬼嘉隆が建造した鉄甲船（鉄板で装甲した巨大安宅船）である。
秀吉は九州征伐翌年の1588年8月29日（天正16年7月8日）、刀狩令とともに海上賊船禁止令を発布し、海賊衆の財源であった海上関における通行料徴収や秀吉の許可を得ない海外貿易などの活動を禁止、海上の土豪たちに領主の支配に服することを命じた。この命令以降、村上水軍の能島氏は毛利氏の家臣となって毛利水軍を率いることになり、秀吉に直接服属した来島氏は秀吉直属の大名に取り立てられて豊臣氏のための水軍を負担することを命ぜられたように、かつての海賊衆たちは豊臣氏を頂点とした大名権力の水軍に再編を強制された。こうして編成された豊臣政権の水軍は、1592年に始まる朝鮮出兵（文禄・慶長の役）に大々的に投入され、朝鮮水軍と交戦した。
豊臣氏にとってかわった徳川氏は、大船建造の禁令を発して諸大名に500石積より大型な軍船を建造することを禁ずると共に、来島氏を豊後森、九鬼氏を摂津三田と水軍大名を次々に内陸に移して海事から切り離させた。徳川家康自身は、五カ国領有時代から今川氏、武田氏の水軍を継承して向井氏、小浜氏、千賀氏、間宮氏からなる徳川水軍を編成していたが、江戸への移封後はこれらが関東に随行してそのまま江戸幕府の水軍となった。幕府水軍の拠点は三浦半島の浦賀と江戸の日本橋に設けられ、1631年に建造された将軍の御座船安宅丸を初めとする巨船を擁した。しかしやがて国内の安定化に伴い幕府艦隊も縮小され老朽化した安宅丸も解体、本格的な水軍は日本から消滅する。ガレー船主体の沿岸海軍である水軍は鎖国前の南蛮貿易時代でも積極的な外洋進出は見られず、国内の安定化に伴い活躍の場所を失っていった。
江戸時代には、幕府や海辺に領地をもった大名は船手組、船手方、船手衆などと呼ばれる水軍をもち、幕府では向井氏、長州藩では能島氏、尾張藩では千賀氏のようにかつての海賊衆の末裔たちが世襲して維持したが、戦争の絶えて久しい平和な時代にあっては領内の海上交通を管理したり、領内巡察や参勤交代などで大名が船旅するときに船を出したりする程度の役割でしかなかった。そのような中で、瀬戸内海の塩飽諸島を拠点とした塩飽衆は「人名」という地位・身分を得て幕府から保護され、いずれの大名にも属さない自治が認められていた。彼らは高度な航海技術を有し、幕末には咸臨丸の水夫としても活躍している。
幕末に至って欧米諸国を範に幕府や雄藩は近代的な艦隊の創設に向かうが、そのときにはすでに海軍という用語が用いられ、水軍の名は過去のものとなる。しかしながら、幕末の海軍創成期には、先の塩飽諸島出身者をはじめとした水夫達のかなりの人員が水軍の伝統ある地方の出身であった。

## 水軍・海賊衆

### 著名な水軍
- 安東水軍（能代水軍） - 十三湊　能代　湊　柏崎（北日本海、佐渡海峡）
- 丹後水軍（隠岐水軍　尼子水軍） - 舞鶴　美保関（若狭湾、山陰沖）
- 房総水軍（百首水軍　里見水軍） - 岡本　金谷（房総沖）
- 相模水軍（三崎水軍　三崎（相模湾）
- 駿河水軍（江尻水軍　清水水軍　今川水軍　武田水軍） - 清水　江尻　大浜（遠州灘）
- 伊豆水軍（北条水軍）　-伊豆国、長浜城、下田城
- 熊野水軍（九鬼水軍　鳥羽水軍） - 鳥羽（熊野灘）
- 淡路水軍（撫養水軍　阿波水軍） - 洲本　撫養（紀淡海峡）
- 塩飽水軍（宇多津水軍） - 塩飽諸島　宇多津（播磨灘)
- 村上水軍（能島水軍　三島水軍） - 能島　因島　来島（瀬戸内海）
- 土佐水軍（十市水軍　長宗我部水軍） - 十市（土佐湾）
- 豊後水軍（佐賀関水軍　佐伯水軍　国東水軍　大友水軍） - 一尺屋　佐賀関　佐伯（豊後水道）真玉　竹田津
- 五島水軍（平戸水軍　松浦水軍） - 江川　平戸　五島列島（玄界灘）
- 坊津水軍（島津水軍） - 坊津（大隅海峡）

### その他の水軍
- 江戸水軍（徳川水軍） - 三崎　（相模、遠州、三陸、佐渡）
- 箱館水軍（蠣崎水軍） - 箱館
- 気仙沼水軍（葛西水軍） - 気仙沼
- 大浜水軍（松平水軍） - 大浜
- 志摩水軍 - 志摩
- 輪島水軍（吉見・畠山水軍） - 輪島
- 小津水軍（木津水軍） - 木津　小津
- 下津井水軍（浦上水軍） - 下津井
- 毛利水軍（一部村上水軍・小早川水軍） - 瀬戸内海
- 赤間関水軍（屋代島水軍・陶水軍） - 屋代島　関門海峡
- 今治水軍（河野水軍　来島村上水軍） - 今治　来島
- 板島水軍（河野水軍） - 板島
- 門司水軍 - 門司　関門海峡
- 真鍋水軍 - 笠岡諸島（瀬戸内海）
- 師崎水軍 -
- 豊臣水軍

### 日本の海賊
安東水軍・安東氏
- 河野政通
- 森山季定

気仙沼水軍・葛西氏
- 浜田広綱
- 熊谷直義

房総水軍・里見氏
- 岡本随縁斎 ????-????
- 岡本頼元
- 安西又助 ????-????

伊豆水軍・北条氏
- 梶原景宗 ????-????
- 富永山随 ????-1590
- 清水康英
- 間宮武兵衛
- 間宮康俊1518-1590
- 間宮信高(造酒丞)

駿河水軍・今川氏
- 伊丹康直 1523-1596
- 岡部貞綱（岡部忠兵衛、後に甲斐武田氏家臣の土屋豊前守貞綱） ????〜1575

熊野水軍・北畠氏・織田氏
- 九鬼浄隆 ????-1560
- 九鬼嘉隆 1542-1600
- 九鬼広隆 1551-1641
- 九鬼守隆 1573-1632
- 堀内氏善 1549-1615

佐治水軍・織田氏
- 佐治信方 1553-1574
- 佐治一成 1569-1643

志摩水軍・北畠氏
- 小浜景隆 ????-???? 志摩水軍→江戸水軍
- 小浜光隆 　　　　　　　江戸水軍
- 千賀重親 ????-???? 志摩水軍→師崎水軍・江戸水軍
- 向井正綱 1557-1625 志摩水軍→駿河水軍→江戸水軍

淡路水軍・三好氏
- 安宅信康 1549-1578
- 安宅冬康 1528-1564
- 安宅清康 ????-1581
- 森村春 ????-1592
- 菅達長 ????-1614

塩飽水軍・三好氏
- 宮本道意 ????-????

木津水軍
- 高原次利

下津井水軍・浦上氏・宇喜多氏
- 金光宗高
- 金光文右衛門 ????-????
- 金光太郎右衛門

村上水軍・毛利水軍
- 村上師清 　　　　　　 三島村上水軍
- 村上義顕 　　　　　　 能島村上水軍
- 村上顕忠 　　　　　　 因島村上水軍
- 村上亮康　　　　　　　因島村上水軍
- 村上顕長 　　　　　　 来島村上水軍
- 村上義忠 　　　　　　 能島村上水軍
- 村上武吉 1533-1604 能島村上水軍
- 村上元吉 ????-1600 能島村上水軍
- 村上隆重 　　　　　　 能島村上水軍
- 因島吉充 ????-???? 因島村上水軍
- 村上通康 1519-1567 来島村上水軍
- 来島通総 1561-1597 来島村上水軍
- 得居通幸 1557-1594 来島村上水軍
- 来島長親　　　　　　　　来島村上水軍
- 児玉就方 1513-1586　毛利水軍
- 児玉就英 ????-????　毛利水軍
- 乃美宗勝 1527-1592　小早川水軍
- 島吉知　　　　　　　　能島村上水軍
- 磯兼景道　　　　　　　　因島村上水軍
- 鳥居資長　　　　　　　　因島村上水軍

赤間関水軍・大内氏・陶氏
- 白井賢胤

丹後水軍・尼子氏
- 奈佐日本之介 ????-1581

土佐水軍・長宗我部氏
- 池頼和 ????-1593

板島水軍・河野氏
- 忽那通著 -1579

五島水軍・松浦氏
- 五島純定(宇久純定) ????-????　五島水軍
- 五島玄雅(宇久玄雅) 1548-1612　五島水軍
- 五島純玄  　　　　　　　　　　　　　　　五島水軍
- 松浦弘定  　　　　　　　　　　　　　　　松浦氏
- 松浦興信  　　　　　　　　　　　　　　　松浦氏
- 松浦隆信 1529-1599　松浦氏
- 松浦鎮信 1549-1614　松浦氏

門司水軍・大友氏
- 櫛来新右衛門

豊後水軍・大友氏
- 若林鎮興 1547-1593 佐賀関一尺屋水軍
- 若林統昌 1568-1637 佐賀関一尺屋水軍
- 佐伯惟教 ????-1578 佐伯水軍
- 竹田津鎮恒 ????-????　国東浦部衆水軍
- 竹田津鎮満 ????-????　国東浦部衆水軍
- 真玉鎮持 ????-????　国東北浦部衆水軍
- 真玉統寛 ????-????　国東北浦部衆水軍

### 水軍・海賊衆とゆかりの深い人物
- 藤原純友 899-941
- 熊野湛増 1130-1198
- 清水政吉（治郎兵衛）
- 竜崎弥七郎
- 鳥羽成忠（監物）
- 弥郡弾正
- 杉若無心
- 深堀純賢
- 王直 ？-1559
- 根津甚八
- 小西行長 1555-1600
- 小早川隆景 1533-1597

## 中国の水軍
中国では「南船北馬」という言葉があるように、長江を中心に水路が入り組んだ南方において水軍が発展した。魏晋南北朝時代、五代十国時代、南宋時代のように中国が南北の勢力で分割されたとき、水路が入り組んだ南方江南の諸国は水路を天険の守りとし、強力な水軍を養成してしばしば北方の騎馬兵力を擁して軍事的に優越した華北諸国の軍を撃退することに成功した。
水軍（水師）の駐屯地は水師営と呼ばれる。
一方海上についてみると、中国の東方には広大な海が広がるが、歴代の統一王朝は首都を内陸の関中や河南に置いたことから明らかなように国家の目は内陸に向いており、本格的な海上兵力を養成して海外に直接国家が乗り出していったことはあまり多くない。しかし唐以来、漸次南方の沿岸に海外から交易に訪れる外国の海上勢力が増すにつれて中国においても海のもつ経済的な重要性が上昇し、元においては南宋治下の江南で養成された水軍を活用して、日本や東南アジアに対して積極的な遠征が行われた。江南から河北への物資の海上輸送が大々的に開始されたのも元代のことである。
14世紀に元を滅ぼした明においては、当時中国の沿岸部で跳梁していた倭寇と呼ばれる海賊勢力を遠ざける必要もあって、王朝を脅かす怖れのある海上勢力の禁圧策がとられた。具体的には民間には海外進出を禁じ、公的には貿易のルートを朝貢のみに限定、海禁政策を守り倭寇を打ち破るため、明においては強力な水軍が養成された。この明の水軍は、秀吉の朝鮮出兵に対して李氏朝鮮への援軍としても派遣された。明の第3代永楽帝は鄭和率いる大規模な海上艦隊を編成して東南アジアからインド洋、アラビア海まで派遣しているが、このような国家の水軍による積極的な海上進出は明清時代を通じてむしろ例外に属する。明の滅亡後は、亡命政権の隆武は南方に逃れて、海戦に不慣れな清に対して鄭成功らがしばらく抵抗をつづけたが、清は海軍を強化して澎湖海戦に勝利し、征服。この後、海外交易の抑制政策は明のものが基本的に清でも維持され、水軍は中国の南方を中心に海賊勢力に対する防衛力として維持された。
19世紀に入ると、ヨーロッパの進んだ海軍力に対して清の水軍はほとんど無力であり、1840年のアヘン戦争に大敗を喫する一因となった。アヘン戦争の講和条約によって清は開国を余儀なくされるが、それでも水軍の再編を行わなかった。清が水軍の再編について真に危機感を抱いたのは中国の南方の広い地域を巻き込んだ太平天国の乱において、その鎮圧に強力な水上兵力が必要とされたときであったが、イギリスからイギリス軍人を司令官とする艦隊を清の海軍とするよう提案されたのを拒否し、近代海軍の設立は再び先送りされた。
清が水軍再編に対して重い腰をあげたのはようやく日本の台湾出兵によって屈辱的な和平を結ばざるをえなかった1874年であった。翌年、清は海洋水師の創設を布告して近代海軍の創設を決定し、伝統水軍の時代は終わりを告げる。

## 朝鮮の水軍
三方を海に囲まれ中国ほどの大河を持たない朝鮮半島では、古い時代から海上交通の比重が高く、沿岸部では海の船上生活に慣れた海民が活躍した。最初の統一王朝新羅の時代には、清海鎮大使張保皐が中国・日本まで股にかけた東アジアの大海上勢力を築きあげた。
第二の統一王朝高麗は半島の南北から租税の米穀を首都の開城に廻送するために海上ルートを利用し、また北方勢力に攻められたときには海を活用した。13世紀には、高麗はモンゴル帝国の攻撃を避けるために首都を江華島に移して数十年にわたる抗戦を続けた。モンゴルの元朝に服属した後は、属国としてその日本征討に多大な負担を払って水軍の将兵や船舶を提供するように命令され、多くを失った。日本沿岸で発見された元寇の船のほとんどは高麗船であった。
14世紀後半になると、高麗も中国と同じように倭寇の入寇を受けるようになり、しばしば多大な被害を受けた。倭寇は数百艘からなる船団をなして半島沿岸部の諸都市を焼き、高麗の海船を襲って人と米を略奪した。倭寇は高麗正規軍とほぼ互角の戦力を有していたが、高麗は中国から賜った火薬を使用することで倭寇を追い込んでいき、李成桂が倭寇の首領阿只抜都を討伐したことで前期倭寇は壊滅した。

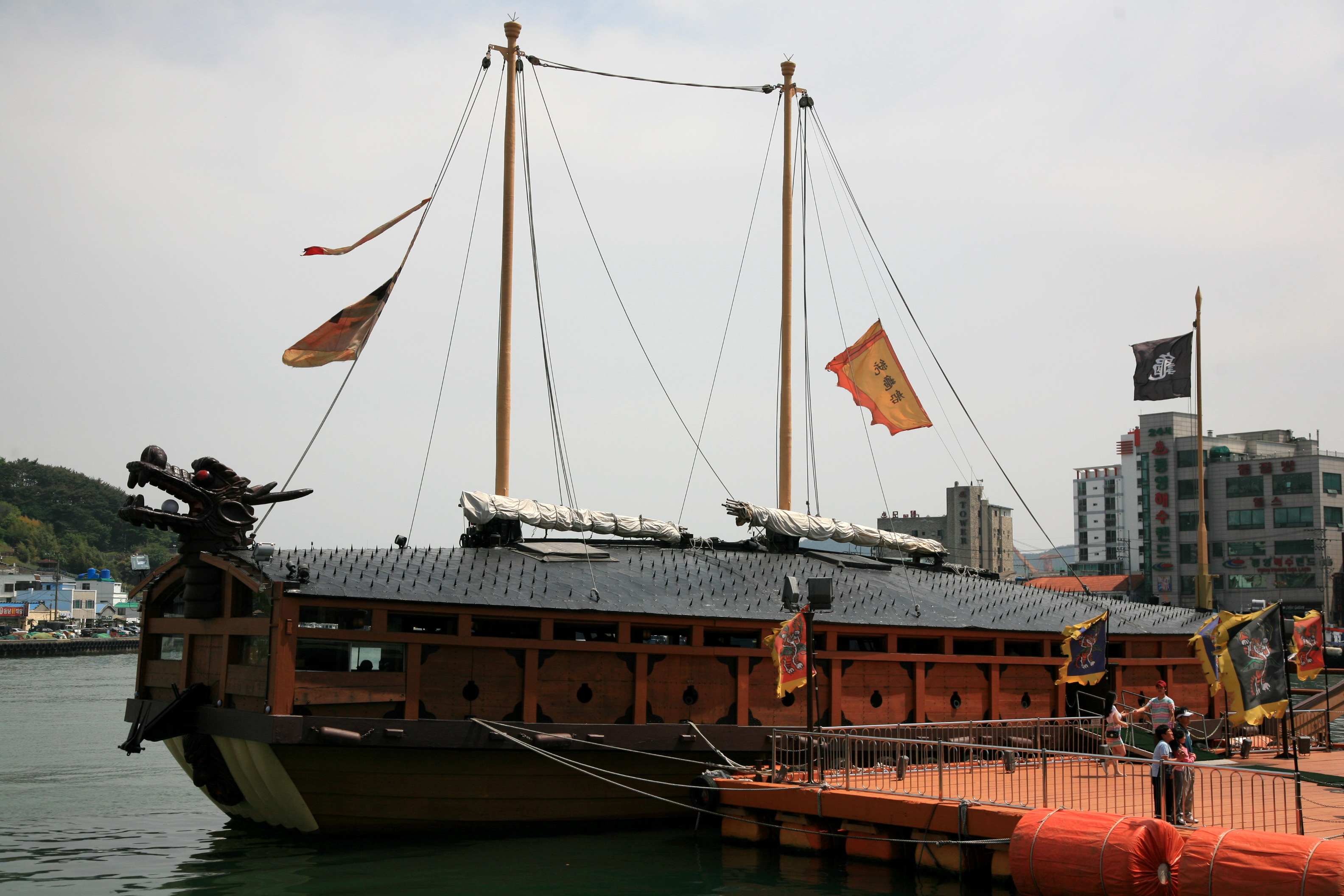
亀甲船のレプリカ

高麗は水軍の兵力を維持するために元の千戸制・明の衛所制にならい、沿海の諸州郡の水上生活になれた住民を3戸に1戸の割合で水軍に編入し、水兵を拠出しなかった戸には免税の代償に兵士の家族の扶養を義務付ける水軍万戸の制をしいた。高麗にとってかわった李氏朝鮮もこの制を引き継ぎ沿海部に水軍万戸を設定、それを統制する役所として水軍万戸府をおいた。また、朝鮮は行政区画である道ごとに水使（水軍節度使）を置き、各道の水軍を統括させた。特に日本に面する南方に位置し、道内に複雑な多島海域を有する全羅道と慶尚道の2道にはそれぞれ左右2員の水使が置かれた。道内の水軍万戸はそれぞれ15万戸と多かったが、海上交通の治安維持が目的であり、日本の室町幕府の衰退によって再度活発化した後期倭寇（主に中国人からなる）に対することしか念頭になかった。
1592年に始まる日本軍の侵攻（壬辰/丁酉倭乱、文禄・慶長の役）で、朝鮮水軍は当初、壊滅状態に陥ったが、全羅左水使李舜臣が自ら建造を命じたと言われる亀甲船を2、3隻含む数十隻の艦艇を率いて反撃。日本軍に大きな被害を与えた。